# Ширван (град)
Ширван (азер. Şirvan) је град у Азербејџану. Према подацима из 2015. године у граду је живело 82.900 становника, а површина града је 72,7 km².

## Историја
Град се помиње још у 19. веку када га је населила група Руса и дали му име Зубовка. Добио је име по предводнику групе Валеријану Зубову кога су локално звали Карачуктар. Зубовка се звао све до 1938. године када му је име промењено у Али Бајрамли, које ће носити све до 2008. године. Коначно име, Ширван, добија 25. априла 2008. године на предлог азербејџанског парламента. Током историје, град је претрпео бројне поплаве, због чега данас град лежи на веома ниској надморској висини у односу на реку Куру.

## Географија
Ширван се налази на источном делу Азербејџана на обали реке Куре, са својих 1515 km, најдужа река јужног Кавказа. Град је смештен на 12 m надморске висине.

## Демографија
Азери чине 99,7% становништва града и сви проповедају ислам као религију.

## Клима
Лета су веома топла али не прелазе температуру од 44 °C, колико је највећа измерена температура у граду. Зиме су хладне али се температура не спушта испод -4 °C.